# Borgo d’Ale
Borgo d’Ale (piemontiul: Ël Borgh d'Àles) település Olaszországban, Vercelli megyében. Lakosainak száma 2207 fő (2023. január 1.). Borgo d’Ale Alice Castello, Azeglio, Bianzè, Cossano Canavese, Maglione, Moncrivello, Settimo Rottaro, Tronzano Vercellese, Viverone és Borgomasino községekkel határos.

## Népesség
A település népességének változása:
| Lakosok száma | 2391 | 2307 | 2207 |
|               | 2017 | 2020 | 2023 |